# La Panderola

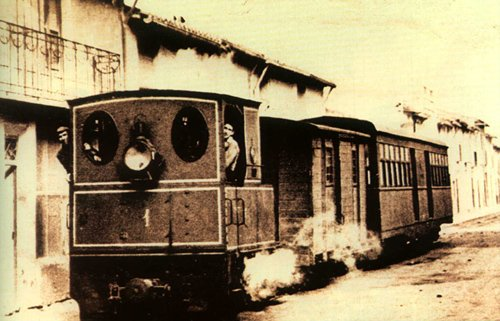
La Panderola recorrent un carrer de Vila-real (1923)

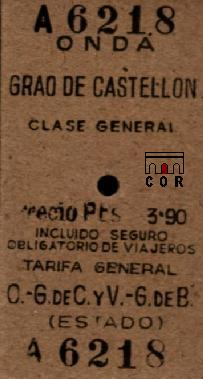
Bitllet d'Onda al Grau de Castelló

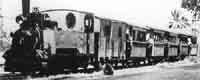
La Panderola.

La Panderola és el nom que es donà a un tramvia que feia el recorregut des del Grau de Castelló a Onda. El 1882, es feu públic el projecte de construcció d'aquest tramvia, que rebé el nom de l'escarabat panderola, per la seua forma.
A les cinc de la matinada de l'1 d'agost del 1889, la Panderola feu el seu primer recorregut de prova entre Castelló i Almassora; i fou acollida entre vítols dels ciutadans. L'alcalde, prometé, sense que ningú ho esperara, una sèrie de millores urbanístiques: plantació d'arbres pels carrers dels ravals; construcció de fonts a les places, llavadors, abeuradors.... i una albereda-passeig; i finalment, el trasllat del cementeri.
Almassora donà 15.000 pessetes (90,15 euros) a l'empresa de la Panderola per haver fet passar el trajecte pel poble i per establir-hi una estació per a passatgers i mercaderies.
La inauguració oficial tingué lloc el següent 31 d'octubre: el comboi fou rebut pel poble en massa, encapçalat per les autoritats i acompanyats tots per la Banda de Música; i el llançament d'una gran traca.
Al febrer de 1891, la Panderola es cobrà la primera víctima: un home, a qui els metges N'Enrique Beltrán i En Juan Bautista Ballester Bort, li hagueren d'amputar una cama.
Estigué a punt de desaparéixer l'any 1931 quan la companyia abandonà la concessió i se n'havia de fer càrrec l'Estat, però finalment continuà prestant servei. No seria fins a l'1 de setembre de 1963 quan deixaria de fer-ho. L'últim viatge oficial des de Castelló fou a les 21:30 hores del 31 d'agost. La Panderola deixava de donar servei després de 75 anys, un servei pioner i d'incalculable valor per al desenvolupament de la Plana.

## Cultura popular
Existeix encara una cançoneta prou coneguda en les comarques del Nord del País Valencià sobre este tramvia:
| De Castelló a Almassora xim pum tracatrac. De Castelló a Almassora, xim pum tracatrac. Va un tren que vola, leré Va un tren que vola, Leré, leré, leré, leré. Va un tren que vola, Leré, leré. | Era de gran ajuda xim pum tracatrac. Era de gran ajuda xim pum tracatrac, per als graueros leré per als graueros leré, leré, leré, leré, leré. Per als graueros, leré, leré... | I ara com ja no vola Xim pum tracatrac. I ara com ja no vola Xim pum tracatrac. Està al "paseo" leré està al "paseo" leré, leré, leré, leré, leré. Està al "paseo" leré, leré. |